# Katt Williams
Micah Sierra 'Katt' Williams (* 2. září 1971, Cincinnati, Ohio, Spojené státy americké) je americký stand-up komik, herec a rapper. Zahrál si ve filmech Další hroznej pátek (2002), Zpátky ve hře (2005), Norbit (2007), Velkej biják (2007), Scary Movie 5 (2013) a Bastardi (2017). Svůj hlas propůjčil do seriálu The Boondocks (2005–2018), do filmu Jako kočky a psi: Pomsta prohnané Kitty (2010) a do videohry Grand Theft Auto IV. V roce 2018 získal cenu Emmy za výkon v seriálu Atlanta a to v kategorii nejlepší mužský herecký výkon v hostující roli (komedie).